# رابرت بی. ویلسون
رابرت بی. ویلسون (انگلیسی: Robert B. Wilson؛ زادهٔ ۱۶ مهٔ ۱۹۳۷) اقتصاددان اهل ایالات متحده آمریکا و استاد مدیریت دانشگاه استنفورد است. او در سال ۲۰۲۰ به دلیل «بهبود در نظریه مزایده و اختراع قالب‌های جدید مزایده» به همراه پل میلگروم برندهٔ جایزه یادبود نوبل علوم اقتصادی شد.
وی همچنین برندهٔ جوایزی همچون کمک‌هزینه گوگنهایم شده‌است. 